# Hawar Mulla Mohammed
Hawar Mulla Mohammed Taher (kurdiska: Hawar Mala Mohammed Tahir, arabiska: هاواری‌ مه‌لا محه‌مه‌د), född 1 juni 1981 i Mosul, är en irakisk-kurdisk fotbollsspelare. 